# Chapelle Saint-Pierre de Limet
La chapelle Saint-Pierre est une chapelle romane située à Limet dans la commune belge de Modave en Province de Liège.

## Localisation
La chapelle est située au hameau de Limet, à quatre kilomètres au nord de Modave : on y accède depuis Modave en suivant la route nationale 641, la nationale 636, la rue du Ry Saint-Pierre et la rue de la chapelle.

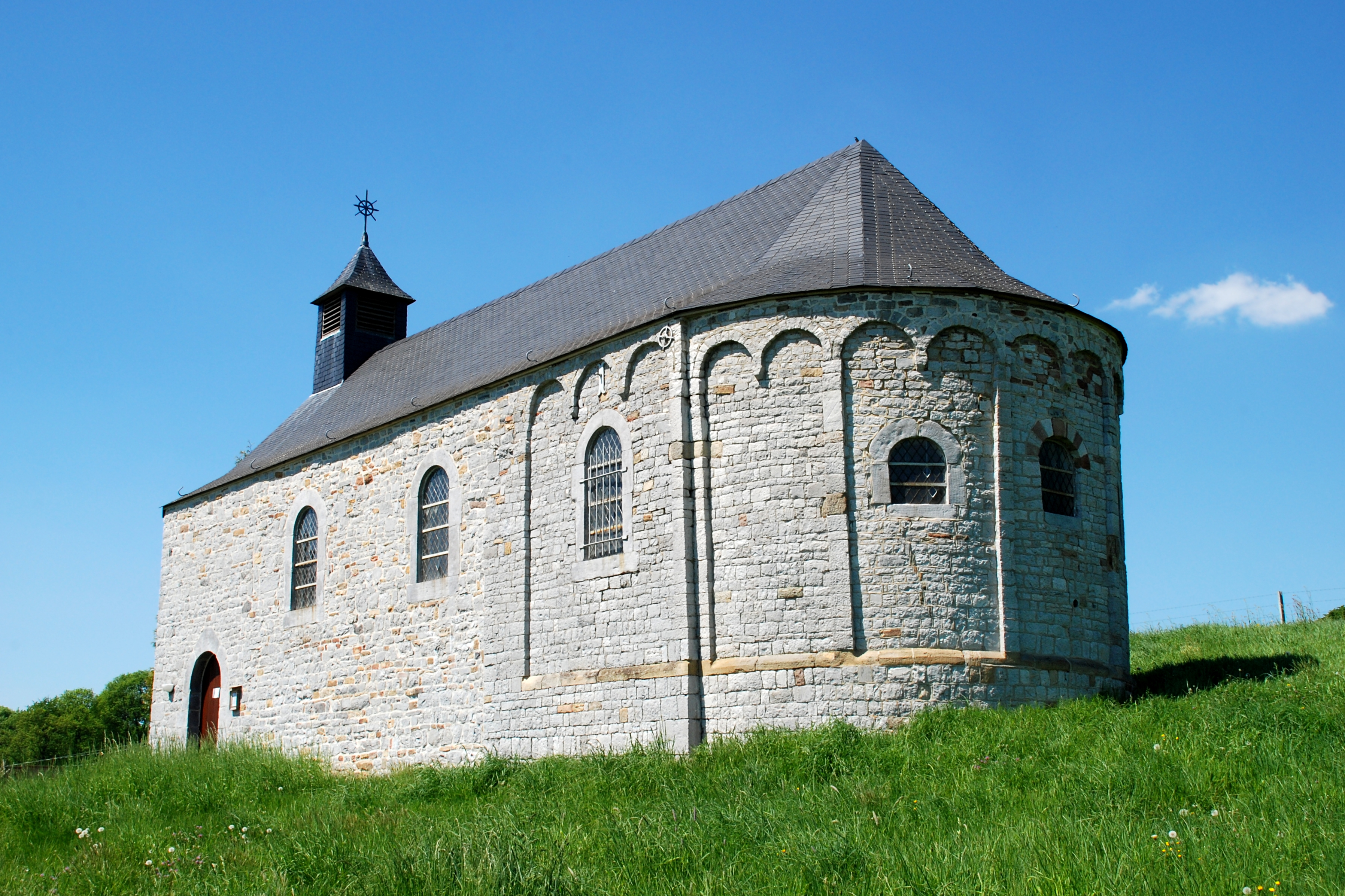
La chapelle vue de l'est.

## Historique
La chapelle est construite au XIIe siècle. C'est alors une église paroissiale qui dépend de l'abbaye cistercienne de Solières,.
Elle fait l'objet d'un classement au titre des monuments historiques depuis le 1er août 1933 et a été restaurée récemment.

## Architecture
La chapelle est un édifice à nef unique qui présente une structure très simple et linéaire : une nef surmontée d'un clocheton, une travée de chœur et une abside semi-circulaire. La nef et le chevet sont éclairés par des baies en plein-cintre encadrées de pierre de taille. L'accès à la chapelle se fait par une porte à ouverture en plein-cintre surmontée par un arc au profil ogival.
Elle présente toutes les caractéristiques du « premier art roman » ou « premier âge roman », aussi appelé art roman lombard. Elle est en effet édifiée en moellon et présente au niveau de l'abside et de la travée de chœur une belle décoration de bandes lombardes (surfaces de maçonnerie surmontées de petits arcs en plein-cintre et rythmées par des pilastres appelés lésènes).
L'édifice présente une polychromie discrète due à l'insertion par endroits de pierres de couleur brune :
- claveaux de couleur blanche et brune alternée de la fenêtre axiale du chevet ;
- ressaut en pierre de taille de couleur brune sous le chevet et la travée de chœur ;
- moellons de couleur brune dispersés dans la maçonnerie.

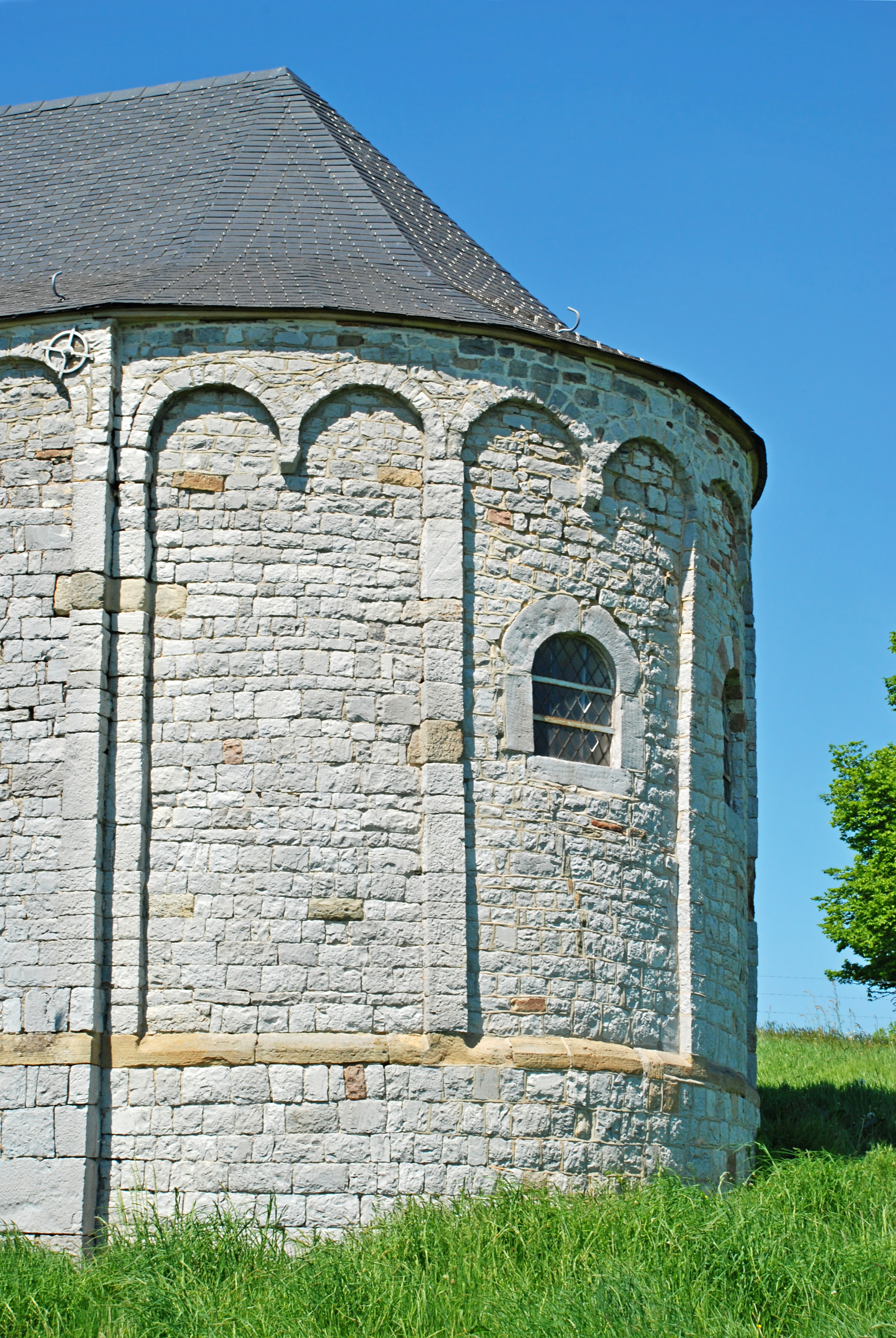
Le chevet.
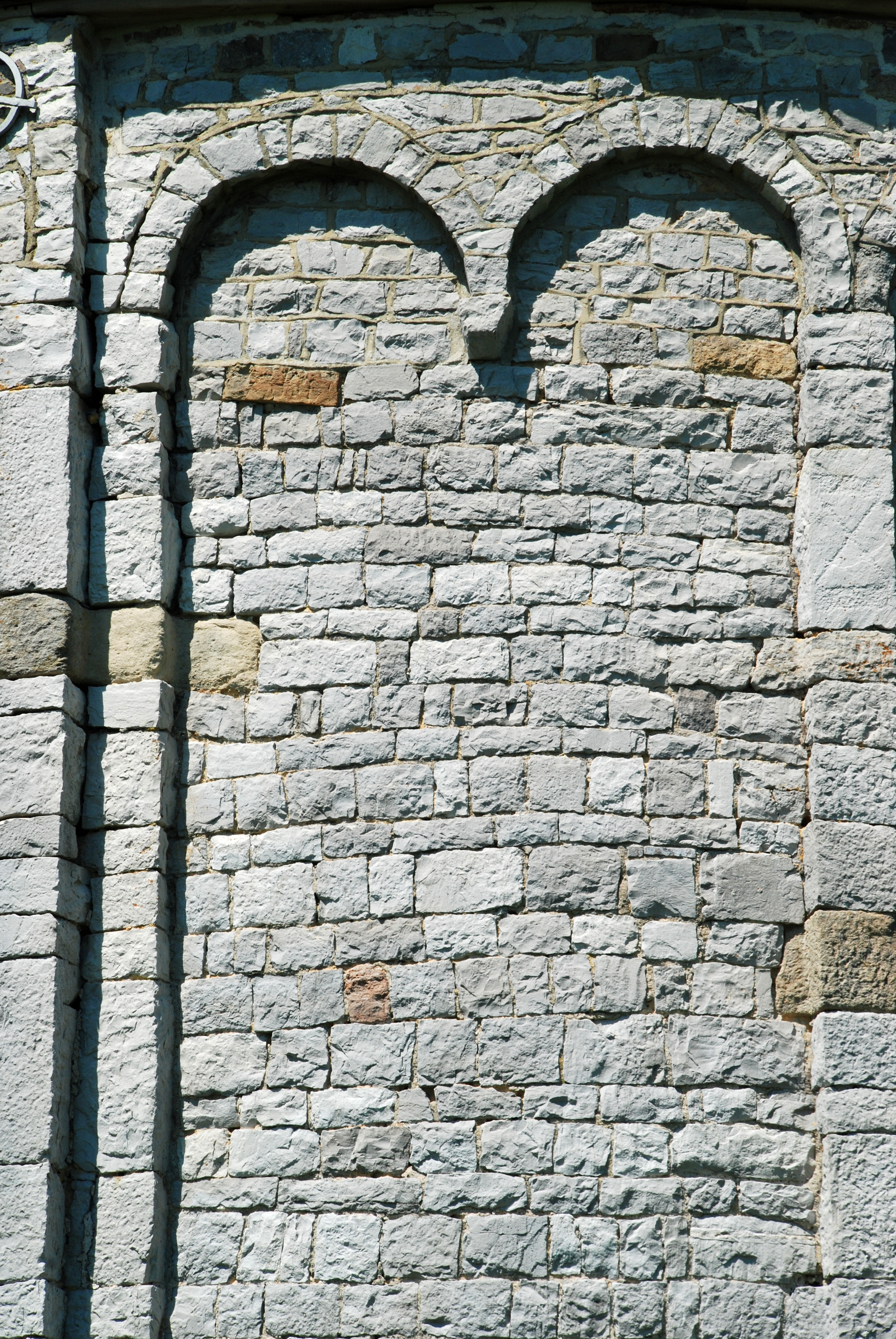
Détail des bandes lombardes.
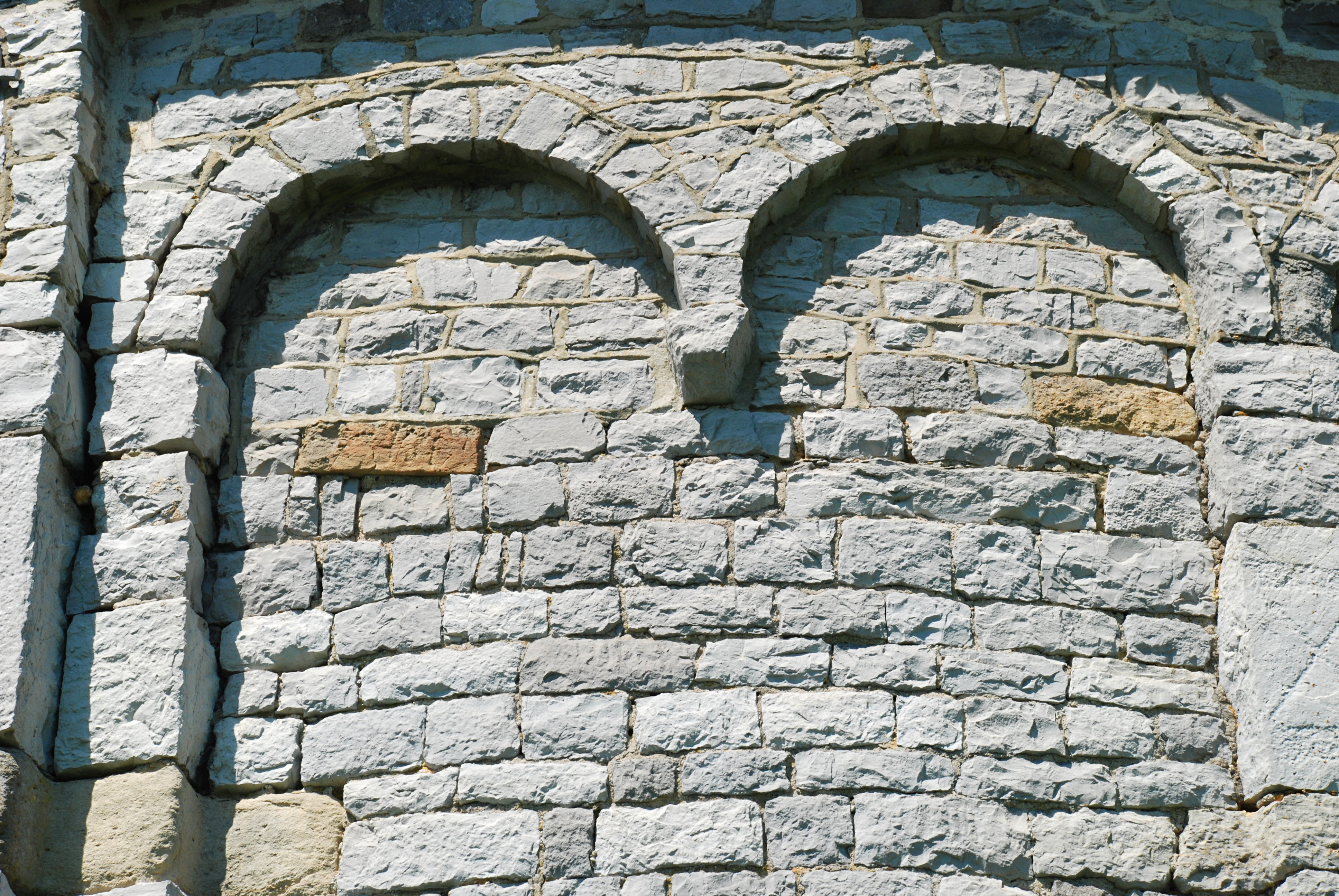
Arcatures.
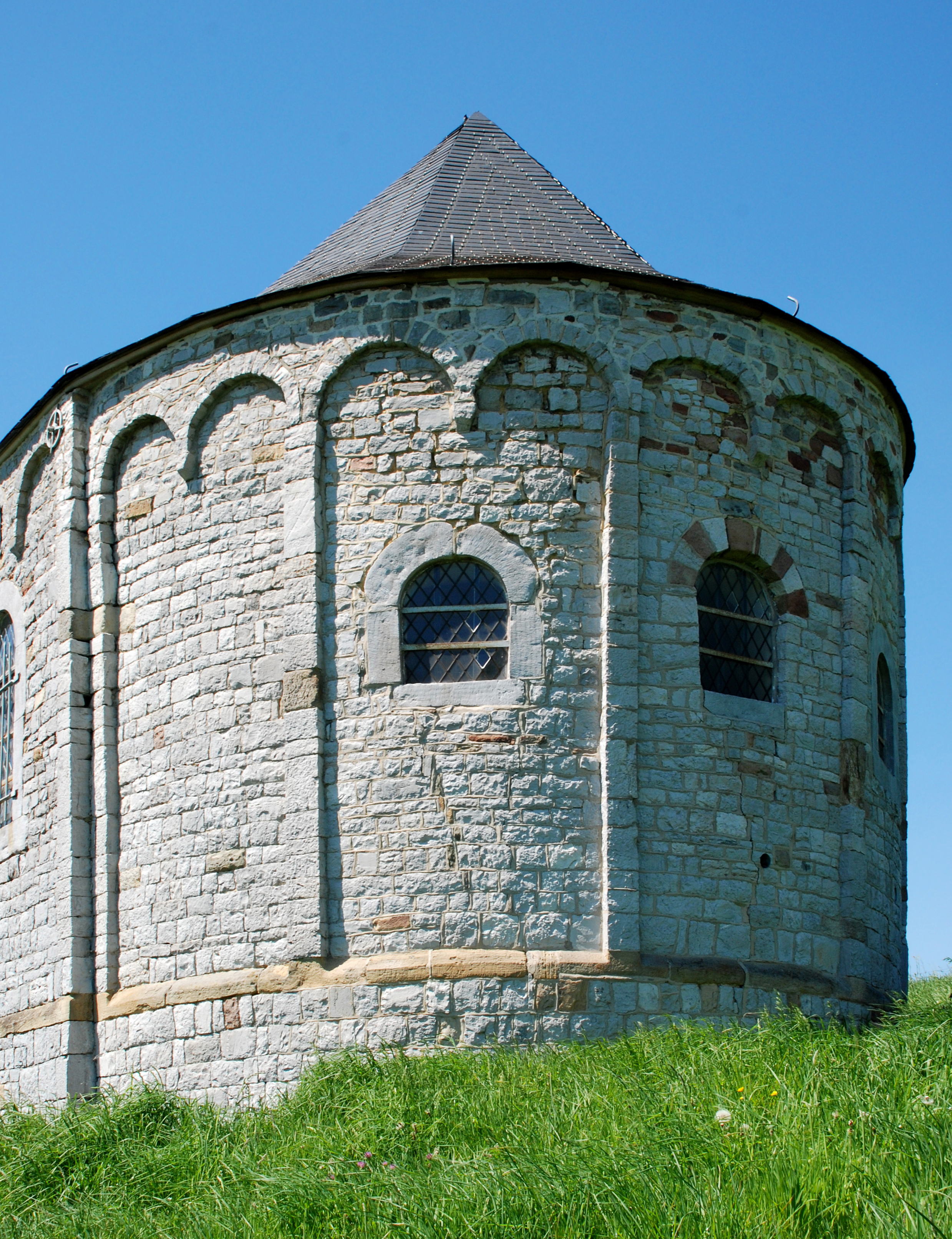
Le chevet et ses fenêtres.